# Opius tafivallensis
Opius tafivallensis är en stekelart som beskrevs av Fischer 1968. Opius tafivallensis ingår i släktet Opius och familjen bracksteklar. Inga underarter finns listade i Catalogue of Life.